# Another Me
Pour l’article homonyme, voir Another Me (EP de Kim Sung-kyu).
Pour plus de détails, voir Fiche technique et Distribution.
Another Me est un thriller hispano-britannique réalisé par Isabel Coixet, sorti en 2013.
Adapté du roman Another Me de Catherine MacPhail, le film raconte l'histoire d'une belle jeune fille hantée par un passé secret.

## Synopsis
Fay (Sophie Turner), une belle jeune fille vivant dans une ambiance familiale lugubre, se retrouve hantée et persécutée par un double identique désireux de lui voler sa vie. Elle va alors tenter de comprendre et rassemble peu à peu des fragments de son passé, afin d'atteindre la vérité.

## Fiche technique
- Titre original : Another Me
- Réalisation : Isabel Coixet
- Scénario : Isabel Coixet, d'après le roman du même nom de Catherine MacPhail
- Musique : Michael Price
- Montage : Elena Ruiz
- Costumes : Rebecca Gore
- Production : Katherine Armfelt, Mariela Besuievsky, Nicole Carmen-Davis, Christian Eisenbeiss, Marta Esteban, Rebekah Gilbertson, Sarah Golding, Gerardo Herrero, Catherine MacPhail, Steve Milne, Keith Potter et Eugenio Pérez
- Société de production : Rainy Day Films et Tornasol Films
- Société de distribution : Televisión Española (TVE)
- Pays d'origine : Royaume-Uni et Espagne
- Langue : anglais
- Format : Couleurs
- Genre : Mystère, thriller
- Durée : 86 minutes

## Distribution
- Sophie Turner : Fay
- Jonathan Rhys Meyers : John
- Claire Forlani : Ann
- Rhys Ifans : Don
- Gregg Sulkin : Drew
- Ivana Baquero : Kaylie

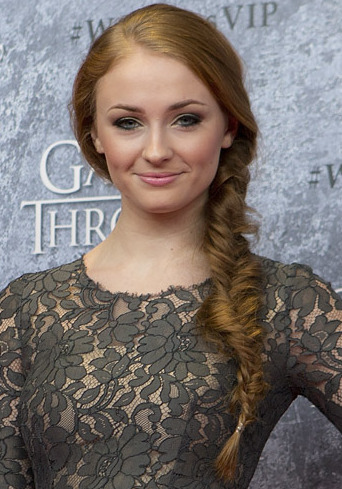
L'actrice principale Sophie Turner l'année de sortie du film.

- Geraldine Chaplin : Madame Brennan
- Melanie Walters : Madame MacPhail
- Sara Lloyd-Gregory : Femme avec un enfant
- Charlotte Vega : Monica
- Neil D'Souza : Mr Bhoola
- Priyanka Patel : Dawn
- Sion Young : Joe
- Zita Sattar : Mira
- Amanda Edwards : Policière
- Dylan Charles : Mr Hardie
- Robbie Bowman : Mr Reynolds
- Daniel Hawksford : PC Edwards